# إنير
إنير هو الجهة المسؤولة عن إدارة الملاحة الجوية في إسبانيا والمعتمدة لتقديم خدمات التحكم في الحركة الجوية على مستوى الطرق والاقتراب والمطارات. هي كيان عام تابع لوزارة الأشغال العامة، تتولى إنير الإشراف على مراقبة الحركة الجوية وتوفير معلومات الطيران،وإدارة شبكات الاتصالات والملاحة والمراقبة اللازمة لضمان تحليق الطائرات والشركات الجوية بأمان وسلاسة ضمن المجال الجوي الإسباني.
إنير هي رابع أكبر مسؤول عن الخدمات الملاحة الجوية في أوروبا حسب حجم الحركة الجوية، إذ تُشرف على ما يقارب مليوني رحلة سنويًا. وتغطي عملياتها مساحة 2.2 مليون كيلومتر مربع من المجال الجوي، تديرها من خلال خمسة مراكز للمراقبة الجوية (في برشلونة وجزر الكناري ومدريد وبالما دي مايوركا وإشبيلية) إضافة إلى 21 برج مراقبة.
كما تتولى إنير تنظيم الرحلات الجوية القادمة إلى أوروبا من أمريكا وأفريقيا، إذ تُعد إسبانيا بوابة رئيسية تربط حركة الطيران بين إفريقيا وأمريكا الجنوبية وأوروبا. وتوفر إنير خدمات مرنة قادرة على التكيف مع الطبيعة الموسمية للحركة الجوية في إسبانيا، إذ تشهد البلاد زيادة كبيرة في عدد الرحلات الجوية خلال موسم الصيف، كونها ثالث أكبر وجهة سياحية في العالم. 
كما تشارك إنير في مبادرات الاتحاد الأوروبي لتعزيز مشروع السماء الأوروبية الموحدة عبر عضويتها في مجموعة A6 ومساهمتها في المشروع الأوروبي المشترك iTEC، بالتعاون مع شركة إندرا ومزودي خدمات الملاحة الجوية مثل ناتس (المملكة المتحدة) ودي إف إس (ألمانيا) وأل في أن أل (هولندا) وأفينور (النرويج) وبانسا (بولندا) وأورو نافيجاسيجا (ليتوانيا).
تمتلك إنير 51٪ من أسهم شركة أينا S.A وهي أكبر مشغل للمطارات في العالم وتدير شبكة تضم 46 مطارًا ومهبطين للطائرات العمودية داخل إسبانيا. تشمل هذه الشبكة مطار مدريد باراخاس الدولي ومطار برشلونة الدولي ومطار بالما دي ميورقة ومطار مالقة الدولي، حيث تخدم أكثر من 207 ملايين مسافر سنويًا. وتساهم أينا S.A في إدارة 15 مطارًا آخر حول العالم.